# Walerjan Pidmohylnyj

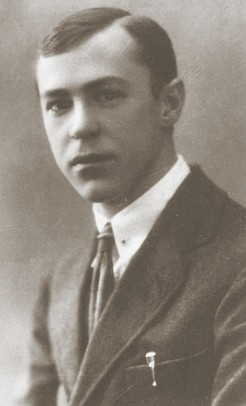
Walerjan Pidmohylnyj

Walerjan Petrowytsch Pidmohylnyj (ukrainisch Валер'ян Петро́вич Підмоги́льний; * 2. Februar 1901 in Tschapli, heute Oblast Dnipropetrowsk; † 3. November 1937 auf den Solowezki-Inseln) war ein ukrainischer Schriftsteller der hingerichteten Wiedergeburt. Mit seinem Roman Die Stadt (ukrainisch Місто) von 1928 gilt er als der Begründer des modernen neorealistischen Romans in der Ukraine.

## Leben und Werk
Walerjan Pidmohylnyj wuchs als Sohn eines Gutsverwalters in Tschapli auf. Er besuchte die Dorfschule und erhielt gemeinsam mit seiner Schwester privaten Französischunterricht. 1918 schloss er die Realschule in Katerynoslaw ab; die Folgejahre, geprägt durch die Oktoberrevolution sind schwach dokumentiert – eine Quelle spricht davon, dass Pidmohylnyj als Anhänger von Symon Petljura am Bürgerkrieg teilnahm, andere von einem Hochschulstudium in Kiew oder von unterschiedlichen Arbeitsstellen als Lehrer in seiner Heimatregion. Als sicher gilt wohl, dass seine erste Erzählung Schwierige Frage (Важке питання – Waschke pytannja) von 1917 datiert und er 1920 erste Geschichten in der Katerynoslawer Zeitschrift Sitsch (Січ) veröffentlichte. 1920 wurde eine erste Sammlung von Erzählungen in Katerynoslaw gedruckt. Während dieser Periode begann der Schriftsteller außerdem, Arbeiten französischer Autoren ins Ukrainische zu übersetzen, etwa Anatole France und Guy de Maupassant.
1921/1922 heiratete Pidmohylny und zog mit seiner Frau nach Kiew, wo er zunächst als Lehrer arbeitete.
In den vom Stalinismus geprägten 30er-Jahren konnte der Schriftsteller nicht publizieren. Er verlor seinen Posten als Redakteur und wurde mehrfach inhaftiert und gefoltert. Nach einem erzwungenen Geständnis wurde er 1935 zu zehn Jahren Lagerhaft auf den Solowezki-Inseln verurteilt. Am 3. November 1937, kurz vor dem 20. Jahrestag der Oktoberrevolution, wurde er zusammen mit anderen Häftlingen durch Erschießen hingerichtet. Damit zählt Pidmohylnyj zur hingerichteten Wiedergeburt.
Im Jahr 1956 wurde Pidmohylnyj im Rahmen der Tauwetter-Periode offiziell rehabilitiert, jedoch keines seiner Werke publiziert; sie erschienen erstmals 1991 im Druck.

## Werke
- Ostap Schaptala. (Erzählung; ukrainisch: Остап Шаптала, 1921)
- Die Stadt. (ukrainisch: Місто/Misto, Kyjiw, 1928) Roman. Ins Deutsche übersetzt von Alexander Kratochvil, Lukas Joura, Jakob Wunderwald, Lina Zalitok, Guggolz Verlag, Berlin 2022, ISBN 978-3-945-37035-3.[5]
- Kein zu großes Drama. (ukrainisch: Невеличка драма/Newelytschka drama, 1930)

### Rezensionen
- Christian Thomas: Walerjan Pidmohylnyj „Die Stadt“: Kein Halt, nirgends, Frankfurter Rundschau vom 12. August 2022.
- Ulrich M. Schmid: Walerjan Pidmohylnyj erobert Kiew als literarische Stadt, NZZ online vom 27. Juli 2022.
- Christine Hamel: "Die Stadt" von Walerjan Pidmohylnyj, WDR online vom 17. Mai 2022.
- Christoph Haacker: Kiew, mon amour, Deutschlandfunk vom 31. März 2022.